# Maxim Semjonow
Maxim Petrowitsch Semjonow (russisch Максим Петрович Семёнов; englische Transkription: Maxim Petrovich Semyonov; * 9. Februar 1984 in Ust-Kamenogorsk, Kasachische SSR) ist ein ehemaliger kasachisch-russischer Eishockeyspieler, der seine gesamte Karriere in der russischen Superliga und Kontinentalen Hockey-Liga verbracht hat. Nach seiner aktiven Karriere ist er als Trainer tätig.

## Karriere
Maxim Semjonow begann seine Karriere als Eishockeyspieler im Nachwuchsbereich des HK Lada Toljatti, für dessen Profimannschaft er in der Saison 2002/03 sein Debüt in der russischen Superliga gab. Dabei gab er in 30 Spielen eine Torvorlage. In der Saison 2004/05 wurde der Verteidiger mit Lada Vizemeister. Nachdem er auch die folgende Spielzeit in Toljatti begonnen hatte, unterschrieb der ehemalige kasachische Junioren-Nationalspieler jedoch bei Chimik Moskowskaja Oblast (seit 2008 Atlant Mytischtschi), bei dem er bis Januar 2013 unter Vertrag stand und für das er ab der Saison 2008/09 in der neu gegründeten Kontinentalen Hockey-Liga antrat.
Im Januar 2013 wurde er im Tausch gegen Oleg Jaschin an Lokomotive Jaroslawl abgegeben, absolvierte jedoch nur neun Spiele für Lokomotive, ehe er im Juni von Barys Astana verpflichtet wurde. Dort beendete er im Sommer 2020 im Alter von 36 Jahren seine aktive Karriere.

### International
Für Kasachstan nahm Semjonow im Juniorenbereich ausschließlich an der U18-Weltmeisterschaft der Division I 2001 teil. Im Seniorenbereich stand er im Aufgebot seines Landes bei den Weltmeisterschaften der Top-Division 2010, 2014 und 2016 sowie der Division I 2011, 2013, 2015, als er die beste Plus/Minus-Bilanz des Turniers erreichte, 2017, 2018, als er erneut die beste Plus/Minus-Bilanz aufwies, und 2019.
Zudem vertrat er sein Land bei den Winter-Asienspielen 2011, bei denen er mit seiner Mannschaft die Goldmedaille gewann und bei der Olympiaqualifikation für die Winterspiele in Pyeongchang 2018.

### Trainer
Nach dem Ende seiner aktiven Laufbahn wurde er Assistenztrainer bei Barys Astana. Dieselbe Position nahm er bei der Weltmeisterschaft 2021 auch für die kasachische Nationalmannschaft, die mit Rang zehn die beste Platzierung ihrer bisherigen WM-Geschichte erreichte, ein.

## Erfolge und Auszeichnungen
- 2005 Russischer Vizemeister mit dem HK Lada Toljatti

### International
- 2011 Goldmedaille bei den Winter-Asienspielen
- 2011 Aufstieg in die Top-Division bei der Weltmeisterschaft der Division I, Gruppe B
- 2013 Aufstieg in die Top-Division bei der Weltmeisterschaft der Division I, Gruppe A
- 2015 Aufstieg in die Top-Division bei der Weltmeisterschaft der Division I, Gruppe A
- 2015 Beste Plus/Minus-Bilanz bei der Weltmeisterschaft der Division I, Gruppe A
- 2018 Beste Plus/Minus-Bilanz bei der Weltmeisterschaft der Division I, Gruppe A
- 2019 Aufstieg in die Top-Division bei der Weltmeisterschaft der Division I, Gruppe A